# Silba devians
Silba devians är en tvåvingeart som först beskrevs av Willi Hennig 1948.  Silba devians ingår i släktet Silba och familjen stjärtflugor.
Artens utbredningsområde är Bolivia. Inga underarter finns listade i Catalogue of Life.